# Dymasius aureofulvescens
Dymasius aureofulvescens es una especie de escarabajo del género Dymasius, familia Cerambycidae. Fue descrita científicamente por Gressitt & Rondon en 1970.
Habita en China y Laos. Los machos y las hembras miden aproximadamente 17,5-22,6 mm. El período de vuelo de esta especie ocurre en los meses de febrero y marzo.